# Euphorbia umbrosa
Euphorbia umbrosa är en törelväxtart som beskrevs av Carlo Luigi Giuseppe Bertero och Spreng.. Euphorbia umbrosa ingår i släktet törlar, och familjen törelväxter. Inga underarter finns listade i Catalogue of Life.